# Балкашин, Юрий Анатольевич
Ю́рий Анато́льевич Балка́шин (18 октября 1923, Петроград — 24 октября 1960, Комарово, Ленинградская область) — советский композитор.

## Биография
Происходил из известного рода Балкашиных, сын известного кораблестроителя контр-адмирала А. И. Балкашина.
В 1939—1941 гг. занимался в кружке композиторов Василеостровского дома пионеров под руководством Ф. А. Рубцова. В 1941 году поступил в музыкальное училище Ленинградской консерватории, затем и в саму консерваторию, с 1942 года класс профессора М. О. Штейнберга и В. В. Волошинова, с 1945 года — у профессора Б. А. Арапова, закончив консерваторию в 1948 году.
С 1950 года преподавал в Ленинградской консерватории, где среди его учеников были А. Стратиевский, Г. Фиртич, Ю. Фалик и В. Цытович (с 1954 по 1956 год). Близкий друг Г. И. Уствольской.
Является автором вокально-симфонической поэмы «Травою поросли окопы» (1959), сюиты «Каменный цветок» (1950), симфонической поэмы «Павлик Морозов» (1954) и других произведений для оркестра. Среди камерных сочинений — струнный квартет (1944), соната для скрипки и фортепиано (1948), хоровые произведения, романсы. 
Скончался во время приступа эпилепсии, случившегося с ним на даче в Комарово Ленинградской области, куда приехал для написания некролога по кончине одного из умерших музыкантов.

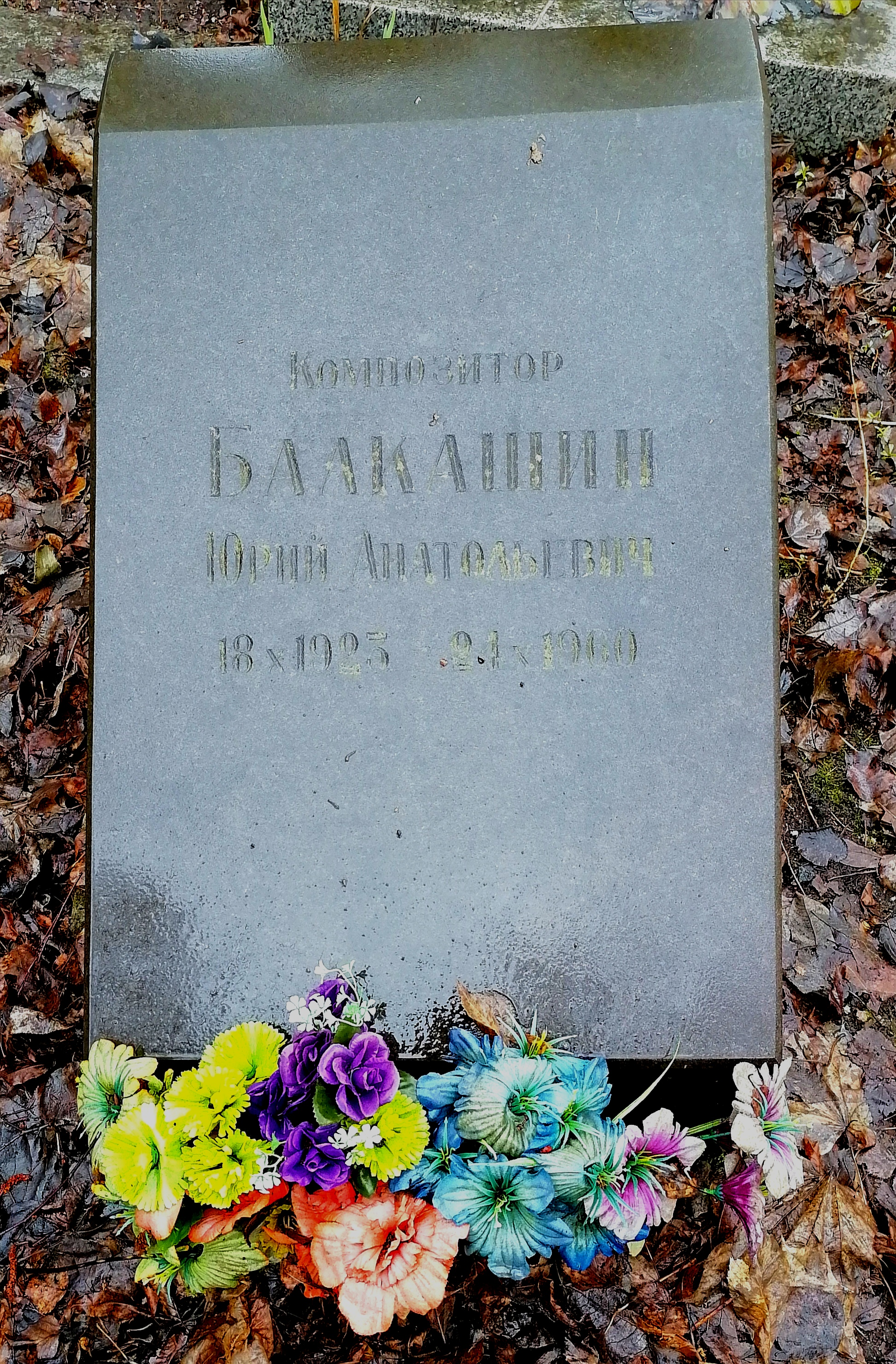

Похоронен на Серафимовском кладбище.